# El servicio de té (Monet)
El servicio de té es una naturaleza muerta de Claude Monet pintada en 1872 en Argenteuil.

## Contexto
Claude Monet regresó de Holanda en el otoño de 1871 con su esposa Camille y su hijo Jean. Primero se quedaron en París, con los disturbios de la Comuna aún recientes.  Quieren establecerse de forma más tranquila y, sobre todo, con un alquiler razonable. Manet lo puso en contacto con un conocido que tenía una propiedad en alquiler en Argenteuil y, una vez cerrado el trato, Monet se mudó allí con su familia a una casa con una habitación adosada que le permitiría montar en ella su taller. 
Trabajó en Argenteuil principalmente al aire libre, pero también creó algunas naturalezas muertas en interior, entre ellas esta obra.

## Composición de la mesa
Este cuadro está construido según la regla de los tres planos (en el primero, los blancos, en el segundo, el propio sujeto y los verdes, y en el tercero, el fondo). Monet destaca especialmente su maestría tanto en la interpretación de los materiales (laca de la bandeja, porcelana del servicio, pliegues y estructura del mantel, metal de la cucharilla, textura aterciopelada de las hojas de la salvia)  como en la luz, mediante un uso controlado del blanco. La restitución de los reflejos, es objeto de un trabajo minucioso que contrasta con el, resumido, del fondo, mientras que el mantel sirve de perspectiva. El pintor centra así la atención en el segundo plano del cuadro.

## Devenir de la obra
Adquirido rápidamente por Durand-Ruel,  el cuadro participó en la primera exposición de pintura impresionista en Nueva York en 1886  y luego perteneció a coleccionistas privados mientras participaba en exposiciones en Estados Unidos, Rusia, Gran Bretaña y Francia.  Fue legado a una fundación que ahora lo exhibe en el Museo de Arte de Dallas. 